# Lepence-patak
A Lepence-patak a Visegrádi-hegységben ered, Pest vármegyében, mintegy 350 méteres tengerszint feletti magasságban. A patak forrásától kezdve északi irányban halad, a bele torkolló kisebb vízfolyások közül a legjelentősebb az Ágas-patak. A két patak találkozási pontjától nem messze az egyesült vízfolyás keresztezi az 1116-os út nyomvonalát, majd Visegrád lepencei településrészénél a Dunába torkollik.
1944. december 26-án hajnalban a visszavonuló német csapatok felrobbantották a Lepence-patak hídját. Ezért a támadó szovjet csapatok gyalogos harccsoportjainak kellett elfoglalniuk Visegrádot.

## Part menti település
- Visegrád